# Terra incognita (Coronatus)
Terra incognita è il quarto album dei Coronatus, pubblicato il 18 novembre del 2011.

## Tracce
1. Saint Slayer – 4:12
2. Fernes Land – 3:39
3. Dead Mans Tale – 4:45
4. Sie Stehen Am Weg – 3:21
5. Vor Der Schlacht – 4:51
6. Hateful Affection – 3:31
7. Der Kleriker – 5:13
8. Das Zweite Gesicht – 4:24
9. In Signo Crucis – 6:17
10. Der Letzte Freund – 5:24
11. Traumzeit – 4:18
12. Terra Incognita – 4:32